# Silence is golden
Silence is golden is een hitsingle van The Tremeloes. Het is afkomstig van hun album Here come the Tremeloes. De single is hun grootste succes waar het in het Verenigd Koninkrijk tot de koppositie leidde.
Het nummer is voor het eerst uitgebracht in 1964 door The Four Seasons.

## Hitnoteringen

### NPO Radio 2 Top 2000
| Nummer met noteringen in de NPO Radio 2 Top 2000 | '99  | '00  | '01  | '02  | '03  | '04  | '05  | '06  | '07  | '08  |
| ------------------------------------------------ | ---- | ---- | ---- | ---- | ---- | ---- | ---- | ---- | ---- | ---- |
| Silence is golden                                | 1179 | 1577 | 1640 | 1580 | 1567 | 1743 | 1619 | 1469 | 1415 | 1521 |

1. ↑  Een vetgedrukt getal geeft de hoogste notering aan.
2. ↑  Deze tabel is bijgewerkt tot en met de laatste editie (2024).

### Evergreen Top 1000
| Evergreen Top 1000 "Silence Is Golden - Tremeloes" | Evergreen Top 1000 "Silence Is Golden - Tremeloes" | Evergreen Top 1000 "Silence Is Golden - Tremeloes" | Evergreen Top 1000 "Silence Is Golden - Tremeloes" | Evergreen Top 1000 "Silence Is Golden - Tremeloes" | Evergreen Top 1000 "Silence Is Golden - Tremeloes" | Evergreen Top 1000 "Silence Is Golden - Tremeloes" | Evergreen Top 1000 "Silence Is Golden - Tremeloes" | Evergreen Top 1000 "Silence Is Golden - Tremeloes" | Evergreen Top 1000 "Silence Is Golden - Tremeloes" | Evergreen Top 1000 "Silence Is Golden - Tremeloes" | Evergreen Top 1000 "Silence Is Golden - Tremeloes" | Evergreen Top 1000 "Silence Is Golden - Tremeloes" | Evergreen Top 1000 "Silence Is Golden - Tremeloes" | Evergreen Top 1000 "Silence Is Golden - Tremeloes" | Evergreen Top 1000 "Silence Is Golden - Tremeloes" | Evergreen Top 1000 "Silence Is Golden - Tremeloes" |
| Jaar                                               | 2008                                               | 2009                                               | 2010                                               | 2011                                               | 2012                                               | 2013                                               | 2014                                               | 2015                                               | 2016                                               | 2017                                               | 2018                                               | 2019                                               | 2020                                               | 2021                                               | 2022                                               | 2023                                               |
| -------------------------------------------------- | -------------------------------------------------- | -------------------------------------------------- | -------------------------------------------------- | -------------------------------------------------- | -------------------------------------------------- | -------------------------------------------------- | -------------------------------------------------- | -------------------------------------------------- | -------------------------------------------------- | -------------------------------------------------- | -------------------------------------------------- | -------------------------------------------------- | -------------------------------------------------- | -------------------------------------------------- | -------------------------------------------------- | -------------------------------------------------- |
| Positie                                            | 711                                                | 731                                                | 724                                                | 724                                                | 743                                                | 746                                                | 259                                                | 421                                                | 478                                                | 532                                                | 659                                                | 344                                                | 546                                                | 580                                                | 438                                                | 360                                                |